# 大邱銀行駅
大邱銀行駅（テグウネンえき）は、大韓民国大邱広域市寿城区にある大邱交通公社2号線の駅である。駅番号は(232)。
開業前の仮駅名は寿城駅を予定していた。
2024年、駅名の由来となった大邱銀行が地方銀行から市中銀行（都市銀行）に転換し、「iMバンク」に行名が変更されたが、現在も駅名はそのまま維持されている。

## 駅構造
- 島式ホーム1面2線の地下駅。

## 駅周辺

### 1番出口
- 東亜マート 寿城店

### 2番出口
- 寿城橋
- 寿城1街郵便局
- 南山高等学校

### 3番出口
- iMバンク（旧大邱銀行） 本店 - 駅名の由来。
- 寿城市場
- 大邱寿城郵便局
- 大邱東中学校
- 統一初等学校

### 4番出口
- iMバンク 寿城4街支店
- 韓国シティ銀行 寿城洞支店

## 歴史
- 2005年10月18日 - 開業。

## 利用状況
| 路線   | 利用人数 | 利用人数 | 利用人数 |
| 路線   | 2005年   | 2006年   | 2007年   |
| ------ | -------- | -------- | -------- |
| ●2号線 | 4319人   | 5402人   | 5435人   |

## 隣の駅
大邱交通公社
●2号線
慶大病院駅 (231) - 大邱銀行駅 (232) - 泛魚駅(233)